# A’isza Abd ar-Rahman
A'isza Abd ar-Rahman (arab. عائشة عبد الرحمن, pseudonim Bint asz-Szati, arab. بنت الشاطئ; ur. 1913, zm. 1 grudnia 1998) – pisarka i poetka egipska. 

## Życiorys
Profesor literatury arabskiej na Uniwersytecie Ajn Szams w Kairze. Zajmowała się problematyką współczesnej wsi egipskiej i miejscem kobiety w społeczeństwie.
Pseudonimu Bint asz-Szati, czyli „Dziewczyna Wybrzeża”, używała w publicystyce ze względu na tradycyjne przekonania ojca, szajcha Al-Azharu.
Pisała powieści o życiu kobiet w świecie muzułmańskim, także o matce, żonach i córkach proroka Mahometa. Autorka opracowania życia i twórczości Abu al-Ali al-Ma'arriego i redaktorka jego dzieła Risalat al-ghufran ['Traktat o przebaczeniu'], za które otrzymała stopień doktora. Zmarła po ataku serca w Kairze.

## Twórczość
- Suwar min hajatihinna: Fi dżil at-tali'a min al-harim ila al-dżami'a ['Obrazy z życia kobiet: Pokolenie awangardy – z haremu do uniwersytetu'] 1959, ISBN 977-01-2773-6
- Batalat Karbala: Zajnab Bint az-Zahra ['Bohaterka spod Karbali: Zajnab Bint az-Zahra] (b.d.w.)[2]